# Horšovský Týn (stacja kolejowa)
Horšovský Týn – stacja kolejowa w Horšovským Týnie, w kraju pilzneńskim, w Czechach. Położona jest na wysokości 380 m n.p.m.
Na stacji istnieje możliwość zakupu biletów na wszystkiego rodzaju pociągi oraz rezerwacji miejsc. 

## Linie kolejowe
- 182 Staňkov - Poběžovice